# 中国北方航空6901便墜落事故
中国北方航空6901便墜落事故は、1993年11月13日に中華人民共和国で発生した航空事故である。瀋陽桃仙国際空港からウルムチ地窩堡国際空港へ向かっていた中国北方航空6901便（マクドネル・ダグラス MD-82）が着陸進入中に墜落し、乗員乗客102人中12人が死亡した。この事故は中国北方航空が起こした初めての死亡事故だった。

## 事故機
事故機のマクドネル・ダグラス MD-82（B-2141）は、1991年に製造番号49849/1772として製造された。

## 運航乗務員
運航乗務員は機長以下4名が搭乗しており、墜落時に全員死亡した。
- 機長（兼教官）：1940年9月生まれ。1988年9月、MD-82に機種転換。Y-5、Il-14、トライデントの乗務経験あり。総飛行時間15,296時間53分。
- 副操縦士：1950年7月6日生まれ。1989年4月、MD-82に機種転換。Li-2、トライデントの乗務経験あり。総飛行時間4,620時間53分。
- 副操縦士（研修中）：1963年5月24日生まれ。H-5の飛行経験あり。総飛行時間1,053時間32分。1993年における飛行時間は248時間32分。
- 航空機関士：1946年9月生まれ。1989年4月、MD-82に機種転換。Li-2、An-24、トライデントの乗務経験あり。総飛行時間14,046時間28分。1993年の飛行時間は949時間18分。

## 事故の経緯
6901便は瀋陽桃仙国際空港から北京首都国際空港を経由してウルムチ地窩堡国際空港へ向かう国内定期旅客便だった。
事故当時、ウルムチ地窩堡国際空港付近は霧に包まれていた。滑走路25への進入中、管制官は高度計規正値を1024hPa(QNH、平均海面高度＋3mの気圧)とするよう指示したが、管制官が通常と異なる用語を用いたことから、パイロットはこれをQFE（飛行場の標高＋3mの気圧）と誤解し、誤った数値を設定した。この結果、左席（機長席）の高度計指示値は実際の高度よりも2,128フィート (649 m)過大となった。このため機長は飛行高度が高いと考え、自動操縦装置を垂直速度モード（V/S）として毎分800フィート (240 m)降下するよう設定した。この間副操縦士席の高度計は正しい値を示していたが見過ごされた。このため機体は正しいグライドパスを逸脱し、対地接近警報装置が作動して「Glide Slope」の警報が2度、「Pull Up」の警報が4度コックピット内で鳴った。しかし、パイロットは警報を理解できず、機長は「このPull Upはどういう意味か？」と副操縦士に聞き、副操縦士は分からないと答えた。パイロットは高度が低すぎることに気付き、自動操縦装置を高度維持モードに切り替えたが、オートスロットルを入れなかったので、機体の迎え角が上がったのみでエンジン出力は増大されず、このため機体は失速した。CST14時56分、6901便は送電線に接触しながら滑走路25の2,200m手前の畑に墜落し炎上した。事故により乗員4人と乗客8人の計12人が死亡した。また、中国新聞社によればイタリア人2人と日本人1人を含む60人が負傷した。

## 事故原因
以下のことが事故の原因とされた。
- 気象条件が悪かったことと、高度計を誤って設定したこと。これにより、パイロットは低高度を飛行していることに気付かなかった。
- 管制官が通常とは異なる言葉を交信で使用したため、パイロットが設定する高度を誤解したこと。
- 対地接近警報装置の意味を理解出来ないなど、パイロットの判断能力が不十分であったこと。